# Arrondissement de Marmelade
L’Arrondissement de Marmelade est un arrondissement d'Haïti, subdivision du département de l'Artibonite. Il a été créé autour de la ville de Marmelade, qui est aujourd'hui son chef-lieu. Il est peuplé par 171 485 habitants (estimation 2009).
L'arrondissement regroupe deux communes :
- Marmelade
- Saint-Michel-de-l'Attalaye